# خنک‌کاری موتور درون‌سوز

سامانه خنک کاری موتور کشتی با آب دریا

خنک‌کاری موتور درون‌سوز (به انگلیسی: Internal combustion engine cooling) که در واقع به فرایندهایی برای کاهش دمای موتورهای درون‌سوز با آب یا هوا ویا هر دو سیال خنک کاری موتور گویند.